# Стекломагниевый лист

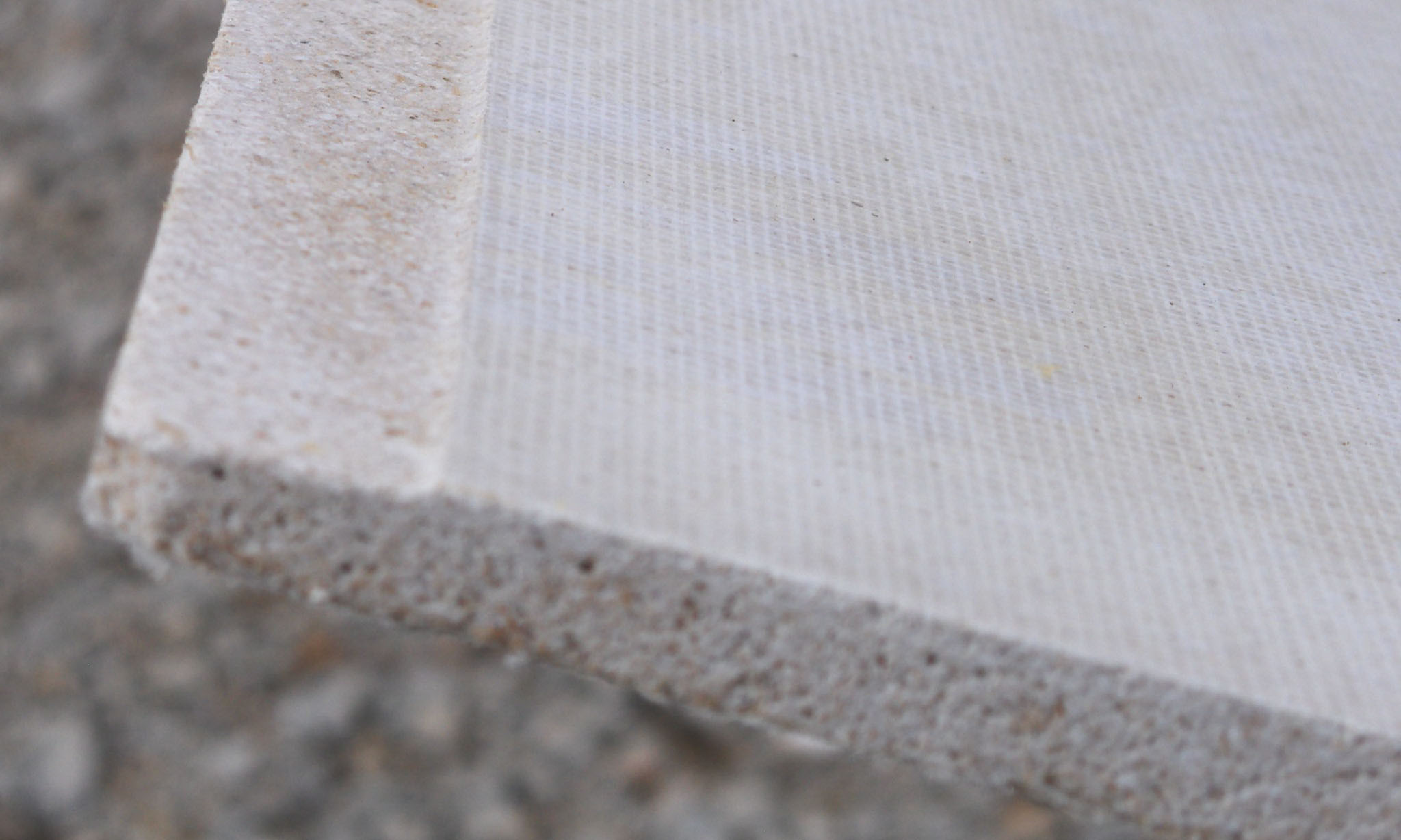
Стекломагниевый лист 10мм

Стекломагнезитовый лист (СМЛ, новолист, стройлист, магнезит, стекломагнезит, магнезитовая плита) — листовой строительно-отделочный материал на основе магнезиального вяжущего. В его состав входят: каустический магнезит, хлорид магния, вспученный перлит и стеклоткань в качестве армирующего материала. В производстве стекломагниевого листа может дополнительно применяться нетканый материал из синтетических волокон. Основным показателем к назначению в строительстве данного материала это его огнестойкость и огнеупорность. Солевое затворение цемента Сореля даёт преимущество перед классическим цементом и материалам на гипсовой основе. Иногда можно встретить название СМЛ как «цементно-магниевая плита».
Условно СМЛ делится на несколько классов по качеству и способу производства.
В основном производится и импортируется из КНР — мирового лидера по производству СМЛ. Также производится в Канаде и на Ближнем Востоке. В России работают заводы по производству СМЛ в Подмосковье, Калужской, Самарской и Тамбовской областях. Основные мировые запасы сырья расположены в Китае, Монголии и России.
Толщина — 3, 6, 8, 10, 12, 14 мм.
Преобладает чаще всего формат 1220 × 2440 мм
Плотность — самая распространённая от 750 до 1200 кг/м3.
- Цвет — белый, серый, розоватый или с синевой, в зависимости от географии добычи сырья;
- Некоторые классы СМЛ возможно применять во влажных помещениях и для наружных работ, с последующей отделкой;
- Хорошая адгезия;
- Высокая прочность.

Может декорироваться акриловой краской, пластиком, ПВХ плёнками и полимерными покрытиями и монтироваться как финишная интерьерная отделка.

## Преимущества
СМЛ используется для внутренней отделки стен, при изготовлении перегородок, при подготовке полов и облицовке потолков. СМЛ легко поддается механической обработке (резка, пиление, сверление). Монтаж во многом схож с технологией монтажа гипсокартона, ГВЛ или ГСП, но, поскольку СМЛ более тверд, при монтаже шурупами или саморезами рекомендуется предварительно засверлить углубление под шляпку (при плотности листа более 1200 кг/м3). Для закрепления листов с самой широко распространённой на рынке плотностью (980—1050 кг/м3) это не требуется. Рекомендуется использовать нержавеющий крепёж с потайной головкой диаметром 4,5-5,0 мм. При использовании чёрного или анодированного крепежа требуется «проаквастопить» на листе точку вкручивания. Стыки между листами заделываются с расшивкой, акриловой либо силиконовой шпаклёвкой (или герметиком) с малярным скотчем. При использовании деревянного каркаса не рекомендуется использовать минеральные шпаклёвки на гипсовой или цементной основе. В соответствии с Федеральным Законом № 123-ФЗ относится к категории НГ (негорючий) КМ 0.

## Недостатки
Фактические характеристики СМЛ различных заводов-изготовителей могут отличаться друг от друга из-за широкой классификации листа на Стандарт, Премиум, Суперпремиум. На листах отсутствует маркировка.
Лист СМЛ плохо склеивается полиуретановыми клеями, так как в процессе склейки такому клею необходима влага, а СМЛ регулирует влажность и забирает её из клея, не давая сформировать качественный клеевой шов. Это приводит к необходимости применять более дорогие технологии конструкционной склейки (тип PсA-Dm100 или PA-Dm100).
СМЛ, как и любой бетон, при высыхании даёт усадку. При использовании во внутренних работах при отделке стен дома между листами могут раскрываться микро щели, если нарушена инструкция по отделке СМЛ. Для недопущения этих трещин при работе с СМЛ нужно использовать эластичную шпаклёвку с расшивкой.

## Применение
СМЛ используется в качестве основы для каменных панелей и СМЛ-панелей, для внутренней отделки стен, для изготовления перегородок, при подготовке полов, облицовки потолков зданий, в строительстве и отделке офисных и торговых центров. При повышенных противопожарных требованиях лист можно применять как основу для мягкой кровли. Лист категории НГ возможно применять для повышения показателей пожарной безопасности. Также используется для облицовки фасада зданий (высотные комплексы в Подмосковье). В связи с тем, что при нагревании лист не «взрывается» (как декоративная плитка) в 2017—2018 годах в Московской области произведена массовая замена фасадной отделки дошкольных учреждений и школ с керамогранита на СМЛ лист.